# Lago Aslikul'
Il lago Aslikul' (in russo Асликуль?) è il più grande lago della Baschiria, in Russia, situato nel distretto Davlekanovskij. Fa parte del bacino del fiume Dëma.
Si trova 27 chilometri a nord-ovest della città di Davlekanovo, in un'ampia conca tra i contrafforti nord-orientali delle alture di Bugul'ma e Belebej, circondato da montagne. Il lago è di origine carsica e l'acqua è leggermente salmastra con elevata mineralizzazione. Fa parte della riserva naturale «Aslikul'».
La struttura del bacino idrografico comprende sedimenti del Permiano superiore con calcari, argille e strati intermedi di calcari grigi, grigio chiaro.